# Hernádbűd
Hernádbűd este un sat în districtul Gönc, județul Borsod-Abaúj-Zemplén, Ungaria, având o populație de 139 de locuitori (2011). 

## Demografie
Componența etnică a satului Hernádbűd
     Maghiari (97,71%)
     Slovaci (2,29%)
Componența confesională a satului Hernádbűd
     Reformați (43,88%)
     Romano-catolici (34,53%)
     Luterani (5,76%)
     Greco-catolici (2,88%)
     Fără religie (2,16%)
     Necunoscută (10,79%)
Conform recensământului din 2011, satul Hernádbűd avea 139 de locuitori. Din punct de vedere etnic, majoritatea locuitorilor (97,71%) erau maghiari, cu o minoritate de slovaci (2,29%). Nu există o religie majoritară, locuitorii fiind reformați (43,88%), romano-catolici (34,53%), luterani (5,76%), greco-catolici (2,88%) și persoane fără religie (2,16%). Pentru 10,79% din locuitori nu este cunoscută apartenența confesională.